# Кістяні війни

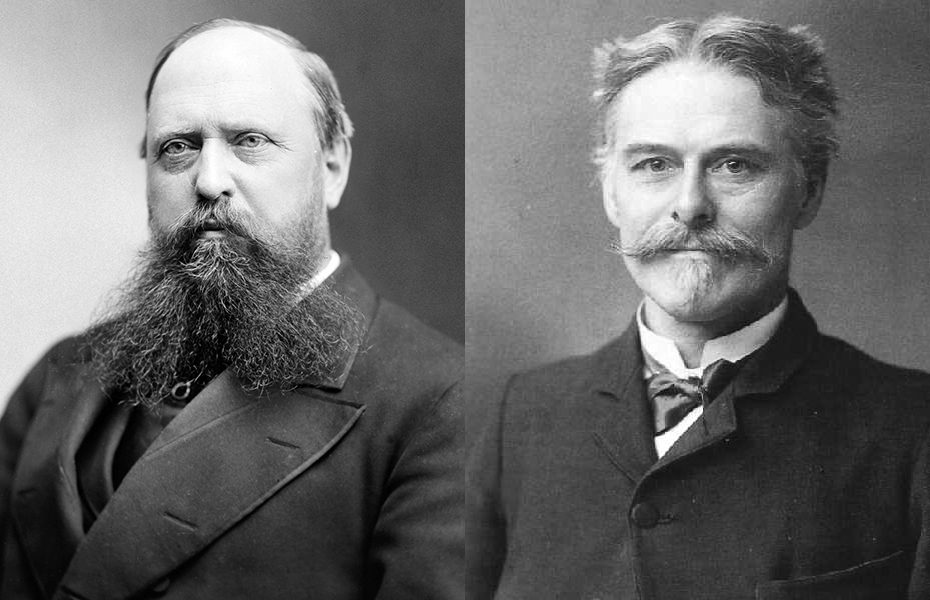
Суперництво між Отніелом Чарльзом Маршем (ліворуч) та Едвардом Дрінкером Копом (праворуч) спровокувало Кістяні війни

Кістяні війни — період інтенсивного і безжального змагання з пошуку скам'янілостей та палеонтологічних відкриттів, який тривав під час Золоченого віку історії США та був відзначений гарячим суперництвом між Едвардом Дрінкером Копом з Академії природничих наук у Філадельфії та Отніелом Чарльзом Маршем з Природничого музею Пібоді при Єльському університеті. Обидва палеонтологи використовували нечесні методи в спробах перевершити один одного, вдаючись до хабарництва, крадіжок та знищення кісток. Кожен з них також намагався зруйнувати репутацію свого суперника та припинити його фінансування, атакуючи його в наукових публікаціях.
Пошуки скам'янілостей привели двох палеонтологів на захід, до багатих кістяних пластів у Колорадо, Небрасці та Вайомінгу. З 1877 по 1892 рік вони використовували свої багатства та вплив для фінансування власних експедицій та експедицій професійних мисливців за скам'янілостями. До кінця Кістяних воєн обидва чоловіки витратили всі свої кошти в гонитві за першістю в палеонтології.
Коп та Марш були фінансово та соціально зруйновані своїми спробами випередити один одного та зганьбити супротивника, але вони зробили важливий внесок у науку палеонтологію та дали значний матеріал для подальшої роботи — обидва вчені залишили після своєї смерті багато нерозкритих ящиків зі скам'янілостями. Зусилля цих двох чоловіків привели до відкриття та опису понад 136 нових видів динозаврів. В результаті «Кістяні війни» призвели до розширення знань про давнє життя та викликали інтерес громадськості до динозаврів, що призвело до продовження пошуків скам'янілостей у Північній Америці в наступні десятиліття. Про цей період інтенсивного пошуку скам'янілостей було написано багато історичних книжок та створено інших художніх адаптацій.

## Історія

### Передісторія
Спочатку стосунки між Едвардом Дрінкером Копом і Отніелом Чарльзом Маршем були дружніми. Вони зустрілися в Берліні в 1864 році, провели разом кілька днів і навіть назвали нові види на честь один одного. З часом їхні стосунки зіпсувалися, частково через різницю в їхніх характерах: Коп був відомий своєю агресивною і запальною вдачею; Марш був повільнішим, більш методичним та інтровертним. Обидва були сварливі й недовірливі. Вони також мали розбіжності в наукових поглядах: Коп був впертим прихильником неоламаркізму, тоді як Марш підтримував теорію Чарльза Дарвіна про еволюцію шляхом природного добору. Навіть у найкращі часи обидва чоловіки були схильні дивитися один на одного звисока. Як казав один спостерігач, «Шляхетний Едвард, можливо, вважав Марша не зовсім джентльменом. Вчений Отніель, ймовірно, вважав Копа не зовсім професіоналом».
Коп і Марш походили з дуже різних середовищ. Коп народився в заможній і впливовій квакерській родині у Філадельфії. Хоча його батько хотів, щоб його син працював фермером, Коп вирішив стати натуралістом. У 1864 році, уже бувши членом Академії природничих наук, Коп став професором зоології у Гаверфордському коледжі та приєднався до Фердінанда Гайдена в його експедиціях на захід. Натомість Марш виріс у бідній родині, що походила з Локпорта в штаті Нью-Йорк. Йому допомагав багатий дядько-філантроп Джордж Пібоді. Марш переконав свого дядька побудувати Природничий музей Пібоді та призначити його керівником музею. Спадок, який він отримав від Пібоді після його смерті у 1869 році, забезпечив Отніела фінансами, хоча, частково через суворі погляди Пібоді на шлюб, Марш за своє життя так і не одружився.

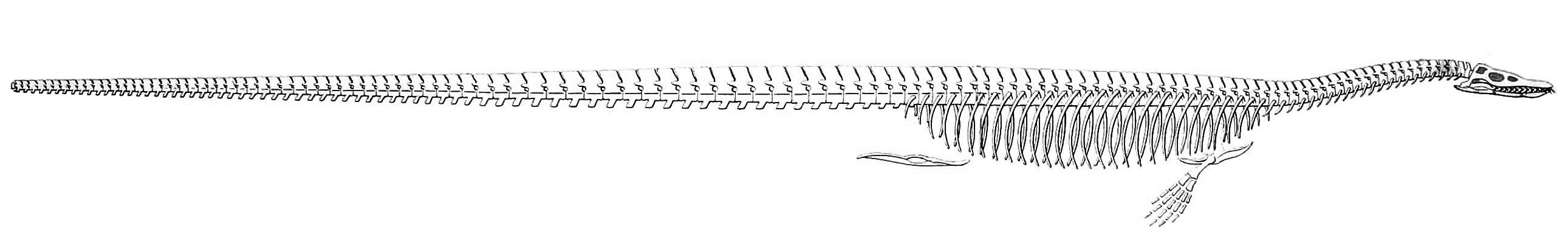
Створена Копом реконструкція еласмозавра, в якій переплутані голова та хвіст

Одного разу двоє вчених вирушили в експедицію зі збору скам'янілостей до Копових мергелевих кар'єрів у Нью-Джерсі, де Вільям Паркер Фоулк знайшов голотип гадрозавра (Hadrosaurus foulkii), динозавра, описаного палеонтологом Джозефом Лейді (під керівництвом якого Коп вивчав порівняльну анатомію). Це була одна з перших знахідок динозаврів в Америці, і кар'єри все ще були багаті на скам'янілості. Попри те, що два вчених розійшлися дружньо, Марш таємно підкупив управителів шахти, щоб вони надіслали майбутні знахідки скам'янілостей йому, а не Копу. Палеонтологи почали атакувати один одного в газетних публікаціях, і їхні особисті стосунки погіршилися. Марш принизив Копа, зазначивши, що його реконструкція еласмозавра (Elasmosaurus platyurus) була помилковою, і що Коп помістив на ній голову там, де мав би бути хвіст. Принаймні так стверджував сам Марш через 20 років, хоча незабаром після цих подій виправлену реконструкцію опублікував саме Лейді. Коп, своєю чергою, розпочав експедицію до кістяних пластів у Канзасі та Вайомінгу, яких Марш вважав своєю власністю, що ще більше зіпсувало їхні стосунки.

### 1872—1877: Ранні експедиції
У 1870-х роках професійна увага Копа та Марша була спрямована на американський Захід, з якого надходили відомості про знахідки великих скам'янілостей. Використовуючи свій вплив у Вашингтоні, Коп отримав посаду в Геологічній службі США під керівництвом Фердінанда Гайдена. Хоча посада не передбачала зарплати, вона давала Копу чудову можливість збирати скам'янілості на Заході та публікувати свої знахідки. Схильність Копа до драматургії влаштовувала Гайдена, якому необхідно було справити враження на громадськість за допомогою офіційних звітів. У червні 1872 року Коп вирушив у свою першу особисту експедицію, маючи намір дослідити еоценові кісткові пласти у Вайомінгу. Це призвело до конфлікту між Копом, Гайденом і Лейді. Саме Лейді до цього отримував скам'янілості із колекції Гайдена, доки до справи не приєднався Коп, і тепер Коп шукав скам'янілості на території Лейді — у той самий час, коли Лейді мав займатися тим самим. Гайден спробував загладити ситуацію в листуванні з Лейді:
Я просив його не лізти на те поле, що ти туди їдеш. Він посміявся над думкою про обмеження в доступі до будь-якої місцевості та сказав, що має намір поїхати, незалежно від того, допомагаю я йому чи ні. Мені дуже хотілося заручитися співпрацею такого працівника, це було б честю для мого корпусу. Я не можу нести відповідальність за сферу, яку він вибрав, оскільки я не плачу йому зарплату та не покриваю його витрат. Таким чином, ви побачите, що, попри те, що конкурувати з іншими неприємно, це здається майже необхідністю. Можу вам поспівчувати.
Коп разом з родиною вирушив до Денвера, тим часом як Гайден намагався утримати його і Лейді від проведення палеонтологічної розвідки в одному районі. Слідуючи підказці геолога Філдінга Бредфорда Міка, Коп також мав намір перевірити повідомлення про кістки, знайдені Міком біля залізничної станції Блек-Баттс. Він знайшов це місце та кілька скелетних решток динозавра, якого він назвав Agathaumas sylvestris. Вважаючи, що він отримав повну підтримку Гайдена на проведення експедиції, Коп відправився у Форт-Бріджер у червні, лише щоб виявити, що там не було людей, возів, коней та спорядження, яких він очікував. Коп власним коштом найняв команду, яка складалася з двох водіїв, кухаря та провідника, а також включала трьох чоловіків з Чикаго, які хотіли вчитися у нього. Як виявилося, двоє людей Копа насправді працювали на Марша. Коли суперник-палеонтолог дізнався, що його власні люди отримують гроші від Копа, він розлютився. У той час як чоловіки намагалися запевнити Марша, що вони все ще працюють на нього (один з них стверджував, що він погодився працювати на Копа, щоб відвести його від місць, де трапляються гарні скам'янілості), частина з них приєдналася до Копа. Експедиція Копа проходила через нерівну місцевість, яку до цього досліджував лише Гайден, і він відкрив десятки нових видів. Тим часом один із людей Марша випадково надіслав Копу частину його зразків. Отримавши скам'янілості, Коп відправив їх назад до Марша, але цим завдав ще більшої шкоди їхнім стосункам.

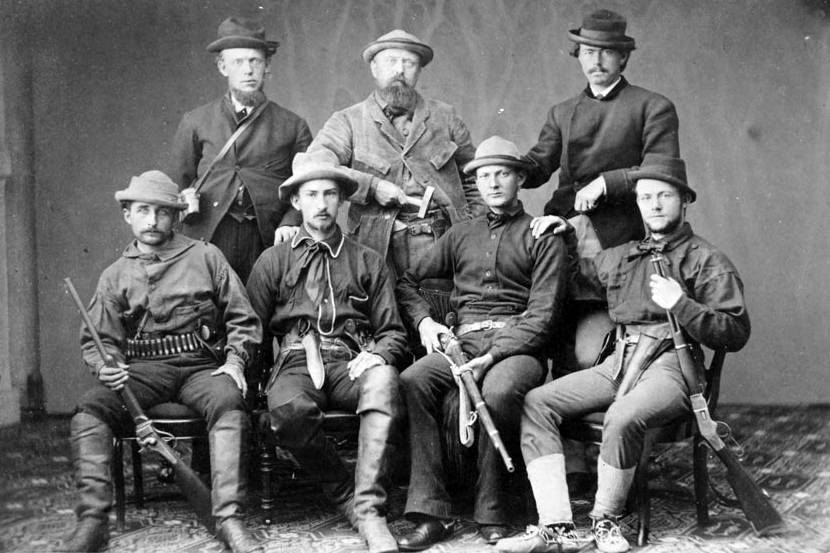
Марш (в центрі заднього ряду) в оточенні озброєних помічників в експедиції 1872 року. Сам Марш проводив мало польових досліджень, зазвичай доручаючи роботу своїм агентам.

У 1872 році Коп і Марш припинили удавати будь-яку люб'язність, а навесні 1873 року між ними почалася відкрита ворожнеча. Разом з тим Лейді, Коп і Марш здійснювали великі палеонтологічні відкриття, досліджуючи викопних ящерів та ссавців, знайдених у кістяних пластах Заходу. Палеонтологи мали звичку робити поспішні телеграми на схід з описом своїх знахідок, публікуючи повніші звіти лише після повернення з експедицій. Серед нових зразків, описаних чоловіками, були Uintatherium, Eobasileus, Eobasileus, Dinoceras та Tinoceras. Проблема полягала в тому, що багато з цих знахідок не відрізнялися одна від одної; фактично Коп і Марш знали, що деякі зі скам'янілостей, які вони збирали, вже були знайдені іншими. Як виявилося, багато назв Марша були дійсними, тоді як назви Копа ні. Марш також відніс новий вид до нового ряду ссавців Cinocerea. Коп був принижений і безсилий зупинити відкриття суперника. Замість цього він опублікував широке аналітичне дослідження, де запропонував новий план класифікації еоценових ссавців, у якому він відкинув роди Марша на користь своїх власних. Марш залишався непохитним і продовжував стверджувати, що всі назви, які Коп дав новим видам Dinocerata були неправильними.

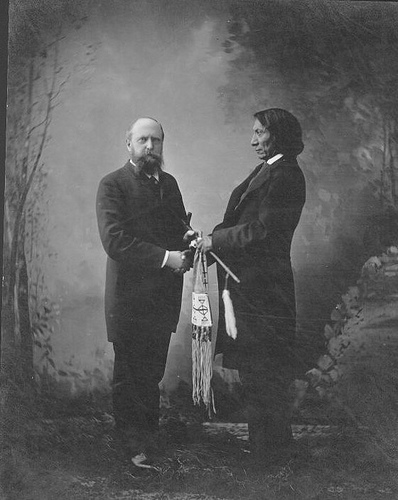
Марш та вождь лакота Червона Хмара в місті Нью-Гейвен (Коннектикут), бл. 1880 р.

Поки вчені сперечалися щодо біологічної класифікації, вони повернулися на Захід за новими скам'янілостями. У 1873 році Марш з великою групою з тринадцяти студентів, які супроводжували його, під охороною загону солдатів, які хотіли продемонструвати силу племені сіу, здійснив експедицію за підтримки Єльського університету. Через занепокоєння з приводу його попередніх експедицій, які були занадто дорогими, Марш змусив студентів самостійно оплачувати дорогу, і в результаті експедиція коштувала Єльському університету лише $1857.50, що набагато менше, ніж $15,000 (понад $200,000 за сучасним курсом), які Марш вимагав за попередню експедицію. Ця експедиція виявилася останньою для Марша: протягом решти Кістяних воєн Марш вважав за краще заручатися послугами місцевих колекціонерів. Хоча у нього вже було достатньо скам'янілостей, щоб досліджувати їх роками, апетит вченого зростав. Того сезону Коп був навіть більш плідним у колекціонуванні, ніж у 1872 році, хоча схильність Марша підтримувати місцевих колекціонерів означала, що у Бріджері його суперник був персоною нон ґрата. Втомившись від роботи під керівництвом Гайдена, Коп знайшов оплачувану роботу в Корпус інженерів армії, але робота на федеральну організацію обмежувала його; у той час як Копу доводилося брати участь в інспекціях, Марш міг збирати скам'янілості там, де йому заманеться.
У середині 1870-х років обидва вчені звернули увагу на Територію Дакота, де відкриття золота в горах Блек-Гіллс посилило напруженість корінних американців у відносинах зі Сполученими Штатами. Марш, бажаючи скам'янілостей, знайдених у цьому регіоні, вплутався у відносини між армією та індіанцями. Щоб заручитися підтримкою Червоної Хмари, вождя сіу, Марш пообіцяв йому заплатити за зібрані скам'янілості, а також те, що коли він повернеться до Вашингтона, то лобіюватиме розв'язання проблеми щодо неналежного поводження з сіу. Зрештою, Марш вислизнув із табору і, згідно з його власними (можливо романтизованими) розповідями, від'їхав разом з возами, завантаженими скам'янілостями, перш ніж до нього прибула група вороже налаштованих міннеконжу. У Вашингтоні він і справді виступав від імені вождя Червоної Хмари перед Департаментом внутрішніх справ та перед президентом Уліссом Грантом, хоча його мотиви могли полягати в тому, щоб зробити собі ім'я, виступаючи проти непопулярної адміністрації Гранта. До 1875 року Коп і Марш призупинили колекціонування, відчуваючи фінансову напругу та потребу каталогізувати свої знахідки, але нові відкриття повернуть їх на Захід ще до кінця десятиліття.

### 1877—1892: Знаходження Комо-Блаффу
У 1877 році Марш отримав листа від Артура Лейкса, шкільного вчителя з Голдена в штаті Колорадо. Лейкс повідомив, що під час походу в гори поблизу міста Моррісон він та його друг Х. С. Беквіт виявили масивні кістки, вмуровані в скелю. Далі Лейкс повідомив, що ці кістки — це «мабуть, хребець і плечова кістка якогось гігантського ящера». Очікуючи відповідь Марша, Лейкс викопав більше «велетенських кісток» і відправив їх до Нью-Гейвена. Оскільки Марш не поспішав з відповіддю, Лейкс також надіслав партію кісток Копу.

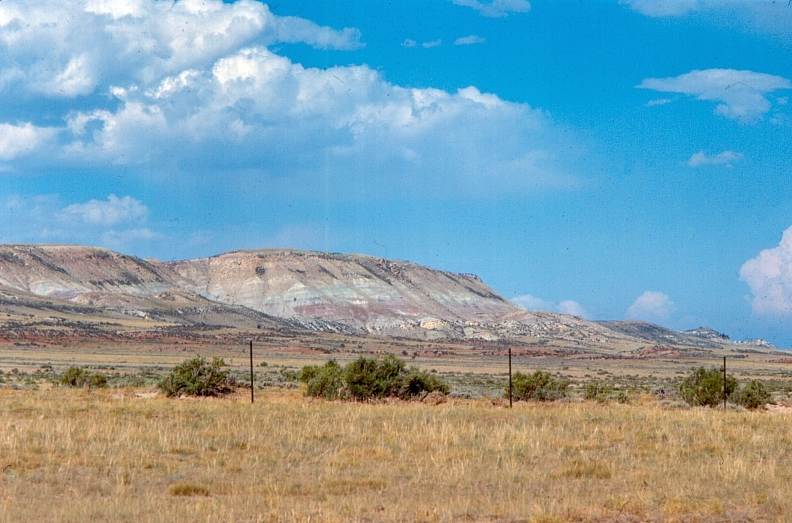
Формація Моррісон в горах Комо-Блафф, Вайомінг

У відповіді Лейксу Марш запропонував йому $100, закликавши його тримати знахідку в секреті. Дізнавшись, що Лейкс листувався з Копом, Марш послав свого польового колекціонера Бенджаміна Маджа до Моррісона, щоб забезпечити виконання послуги Лейксом. Марш опублікував опис відкриття Лейкса в Американському науковому журналі 1 липня, і перш ніж Коп зміг опублікувати свою власну інтерпретацію знахідки, Лейкс написав йому, що кістки слід відправити Маршу, що стало серйозною образою для Копа.
Із Заходу надійшов другий лист, цього разу адресований Копу. О. В. Лукас, письменник та натураліст, збирав рослини поблизу міста Каньйон-Сіті в Колорадо, коли натрапив на скам'янілі кістки. Отримавши більше зразків від Лукаса, Коп дійшов висновку, що ці динозаври були великими рослиноїдними тваринами, і радісно зазначив, що зразок був більшим за будь-який інший, описаний раніше, включно з нещодавнім відкриттям Лейкса. Почувши про знахідку Лукаса, Марш доручив Маджу та колишньому студенту Семюелю Венделлу Віллістону заснувати від його імені каменоломню поблизу Каньйон-Сіті. На жаль для Марша, він дізнався від Віллістона, що Лукас знайшов найкращі кістки та відмовився покинути співпрацю з Копом, щоб піти працювати на Марша. Марш наказав Віллістону повернутися до Моррісона, де невелика каменоломня Марша завалилася і ледь не вбила його помічників. Ця невдача майже вичерпала запас скам'янілостей Марша, коли він отримав третій лист.

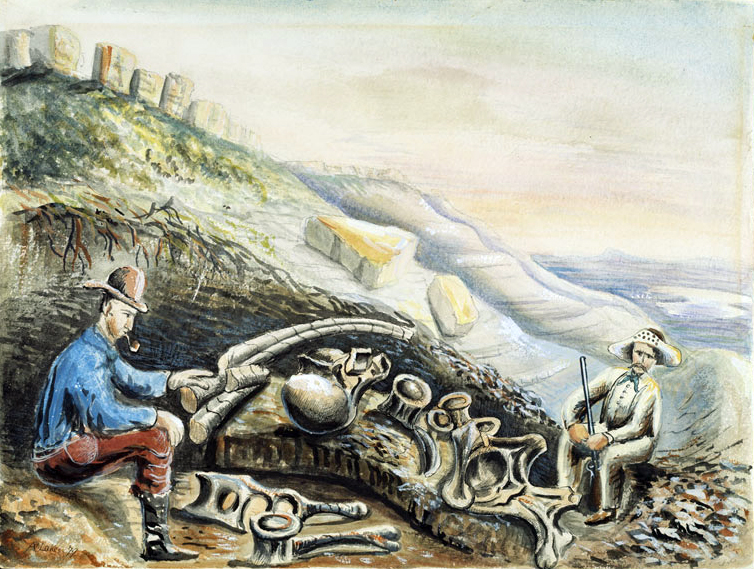
Малюнок, зроблений Артуром Лейксом, на якому зображені учасники експедиції В. Х. Рід (ліворуч) та Едвард Кеннеді (праворуч) в Комо-Блаффі

На момент відкриття Лейкса через віддалені райони Вайомінгу будувалася Перша трансконтинентальна залізниця. До Марша надійшов лист від двох чоловіків, які представилися Гарлоу та Едвардсом, працівниками Union Pacific Railroad. Насправді їх звали Вільям Гарлоу Рід (1848—1915) та Вільям Едвардс Карлін. Двоє чоловіків стверджували, що знайшли багато скам'янілостей в горах Комо-Блафф, та попередили, що в цьому районі присутні інші люди, які «шукають подібні речі», що Марш сприйняв як натяк на Копа. Віллістона, який щойно прибув до Канзасу після обвалу шахти в Моррісоні й був дуже втомленим, Марш швидко відправив до Комо-Блаффу. Його колишній учень надіслав йому листа, підтвердивши наявність великої кількості кісток та присутність в околицях людей Копа. Остерігаючись повторення тих самих помилок, яких він припустився з Лейксом, Марш швидко надіслав гроші двом новим мисливцям за скам'янілостями та наказав їм надіслати нові кістки. Віллістон уклав попередню угоду з Карліном та Рідом (які не змогли перевести чек Марша в готівку через те, що він був оформлений на їхні псевдоніми), але Карлін вирішив поїхати до Нью-Гейвена, щоб мати справу з Маршем безпосередньо. Марш уклав контракт, яким встановив щомісячну плату з можливістю додаткових грошових премій Карліну та Ріду, залежно від важливості знахідок. Марш також залишив за собою право надіслати своїх власних «суперінтендантів» для нагляду за розкопками, якщо це буде необхідно, і порадив людям намагатися не допускати присутності Копа в регіоні. Попри особисту зустріч, Карліну не вдалося домовитися про кращі умови з Маршем. Палеонтолог заручився послугами Карліна та Ріда, але було посіяне зерно образи, оскільки мисливці за скам'янілостями відчули, що Марш змусив їх укласти угоду. Інвестиції Марша в регіон Комо-Блафф незабаром дали багаті результати. У той час як колекціонери Марша вирушили на схід на зиму, Рід протягом 1877 року відправляв Маршу вагони кісток залізницею. Марш описав ці знахідки, і помістив опис стегозавра (Stegosaurus stenops), алозавра (Allosaurus fragilis) та апатозавра (Apatosaurus ajax) у випуск American Journal of Science за грудень 1877 року.
Незважаючи на запобіжні заходи, здійснені Маршем з метою не допустити попередження суперника про знаходження багатих кістяних пластів Комо-Блаффу, інформація про це відкриття швидки поширилася. Принаймні частково це сталося через те, що Карлін та Рід допомагали поширювати чутки. Вони злили інформацію в газету Laramie Daily Sentinel, яка опублікувала статтю про знахідки у квітні 1878 року, в якій було завищено ціну, яку Марш заплатив за кістки, можливо, для підняття цін і попиту на пошук кісток. Марш, намагаючись приховати витік інформації, дізнався від Віллістона, що Карліна та Ріда відвідав чоловік на ім'я Хейнс, який нібито працював на Копа. Дізнавшись про Комо-Блафф, Коп послав у цей район «шукачів динозаврів», щоб спробувати тихо викрасти скам'янілості з-під носа Марша. Взимку 1878 року невдоволення Карліна нерегулярними платежами Марша досягло апогею, і замість нього він почав працювати на Копа.
Коп і Марш використовували свої особисті статки для фінансування експедицій кожного літа, а потім проводили зиму, публікуючи свої відкриття. Невеликі армії мисливців за скам'янілостями відправляли буквально тонни кісток на схід, навантаживши ними фургони, запряжені мулами, або залізничні вагони. Палеонтологічні розкопки тривали п'ятнадцять років, з 1877 по 1892 рік. Працівники Копа та Марша зазнавали труднощів, пов'язаних із погодою, а також із саботажем та іншими перешкодами, які влаштовували люди, що працювали на вчених-конкурентів. Карлін вигнав Ріда із залізничної станції Комо, і він був змушений тягти кістки вниз по урвищу та вантажити їх на платформу поїзда в лютий мороз. Коп наказав Карліну створити власну каменоломню в Комо-Блаффі, а Марш послав Ріда шпигувати за його колишнім другом. Коли в кар'єрі Ріда № 4 не залишилось кісток, Марш наказав Ріду шукати фрагменти кісток в інших кар'єрах. Рід повідомив, що він знищив усі кістки, що залишилися, щоб уберегти їх від Копа. Занепокоєний тим, що незнайомці зазіхають на кар'єри Ріда, Марш послав Лейкса в Комо для допомоги в розкопках, а в червні 1879 року сам відвідав Комо. Коп також відвідав власні каменоломні в серпні. Хоча люди Марша продовжували відкривати нові каменоломні та знаходити нові скам'янілості, відносини між Лейксом і Рідом зіпсувалися, і кожен з них подав у відставку в серпні. Марш спробував заспокоїти обох, відправивши їх працювати на протилежні кінці кар'єрів, але після того, як Лейкс був змушений покинути один з кар'єрів під час крижаної хуртовини, він подав у відставку та повернувся до викладання в 1880 році. Відхід Лейкса не зменшив напруги серед людей Марша. Його наступник, залізничник Кеннеді, вважав, що йому не потрібно звітувати перед Рідом, і сварка між ними змусила інших працівників Марша звільнитися. Марш намагався помирити Кеннеді та Ріда та відправив Френка, брата Віллістона, до Комо, щоб він прослідкував за цим. Зрештою Френк Віллістон залишив роботу на Марша та приєднався до Карліна. Загалом розкопки Копа в Комо почали сповільнюватися, і відхід Карліна незабаром призвів до їхнього повного припинення.

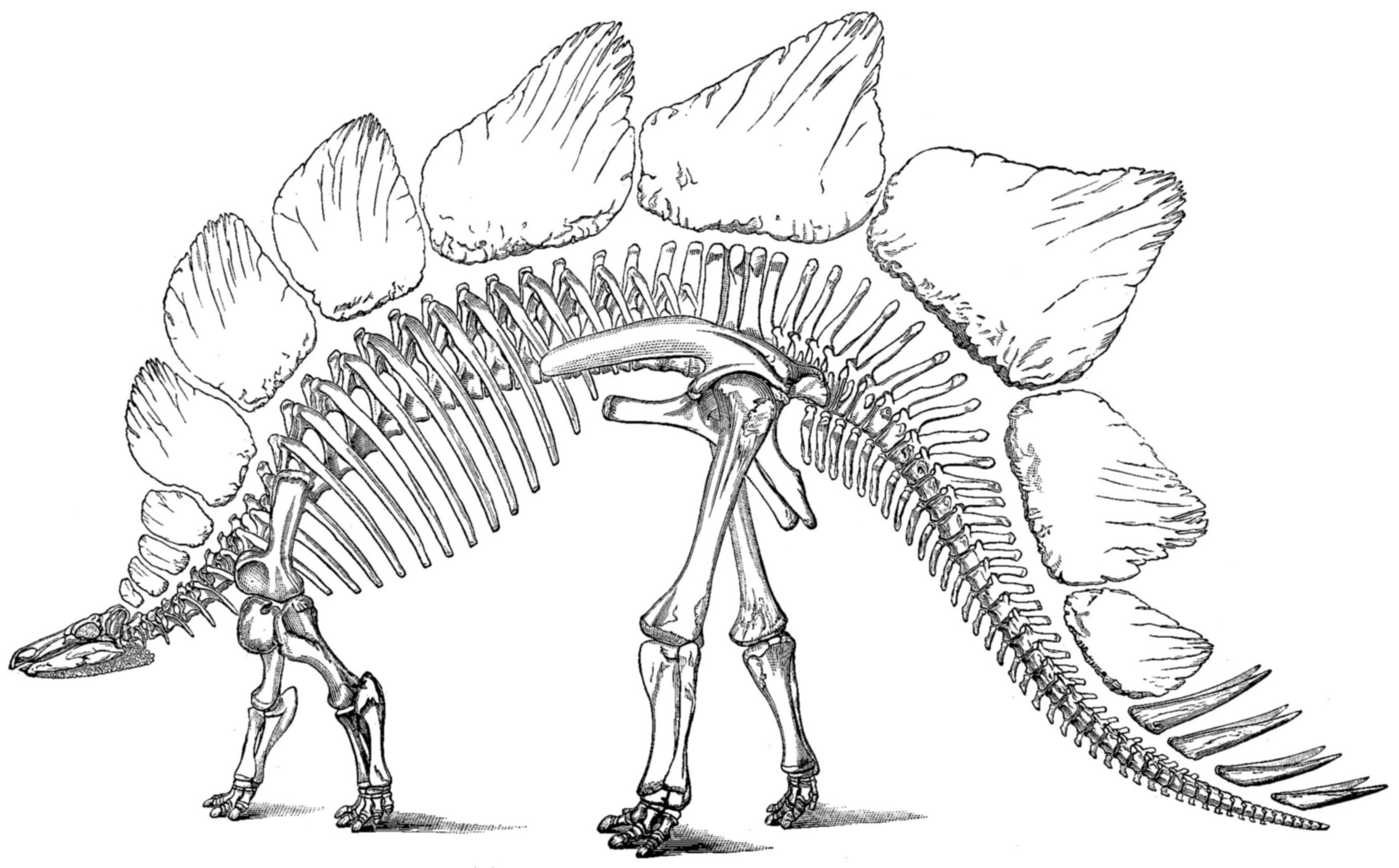
Малюнок стегозавра, зроблений Маршем у 1896 році. Цього динозавра він описав у 1877 році.

У 1880-х роках люди Копа та Марша зіштовхнулися з жорсткою конкуренцією між собою та з третіми сторонами, зацікавленими в пошуку скам'янілостей, зокрема з гарвардським професором Александером Емануелем Агассізом, який посилав своїх представників на захід. Карлін та Френк Віллістони заснували компанію, яка продавала скам'янілості тому, хто запропонує найвищу ціну. Рід покинув роботу на Марша у 1884 році й став пастухом овець. Після цього в кар'єрах Марша було знайдено небагато кісток. Попри ці невдачі, Марша на той момент працював над розкопками на більшій кількості кар'єрів, ніж Коп. Останній відстав у перегонах за новими динозаврами, хоча на початку 1880-х років Коп мав більше кісток, ніж могло поміститися в одному будинку.
Відкриття Копа і Марша супроводжувалися сенсаційними звинуваченнями в шпигунстві, викраденні робітників та скам'янілостей, а також у хабарництві. Двоє чоловіків настільки захищали свої місця розкопок, що вони знищували менші або пошкоджені скам'янілості, щоб вони не потрапили до рук суперника, або засипали свої розкопки землею та щебенем. Досліджуючи свої кар'єри в Комо у 1879 році, Марш переглянув останні знахідки та позначив кілька для знищення. Одного разу суперницькі команди вчених побилися між собою, кидаючи каміння один в одного.

## Особисті конфлікти та подальші роки
У той час, як Коп і Марш конкурували в пошуку скам'янілостей на заході США, вони також намагалися зробити все можливе, щоб зруйнувати професійний авторитет свого суперника. Коп, принижений своєю помилкою у реконструкції еласмозавра, намагався її приховати, скуповуючи всі примірники журналу, в якому була надрукована його стаття. Тим часом Марш подбав про розголос цієї історії. Оскільки Коп писав багато приголомшливих наукових статей за короткий час, Марш не мав великих труднощів у пошуку випадкових помилок, за які він міг би критикувати Копа. Сам Марш не був непогрішимим: він поєднав череп брахіозавра зі скелетом бронтозавра.
До кінця 1880-х років громадська увага до суперництва між Копом і Маршем згасла і перемикнулася з «Дикого Заходу» на міжнародні події. Завдяки Джону Уеслі Пауелу, голові Геологічної служби США, і контактам Марша з багатими й впливовими людьми у Вашингтоні, Марш був призначений головою урядової геологічної агенції та був щасливий, що опинився поза центром уваги сенсацій. Набагато менш заможному Копу, який витратив більшу частину своїх грошей на покупку журналу «The American Naturalist», було важко знайти роботу завдяки союзникам Марша у вищій освіті та власному темпераменту. Коп почав інвестувати в пошуки золота та срібла на Заході та, страждаючи через малярійних комарів та сувору погоду, самостійно шукав скам'янілості. Через невдачі в пошуку корисних копалин та через відсутність підтримки з боку федерального уряду фінансове становище Копа настільки погіршилося, що його колекція скам'янілостей стала його єдиним значним активом. Марш, тим часом відштовхнув навіть своїх вірних помічників, включно з Віллістоном, своєю відмовою вказувати в статтях інших людей з його команди, які робили палеонтологічні відкриття, а також своїм нерегулярним графіком виплат.
У 1884 році, коли Конгрес почав вивчати результати урядової геологічної агенції, у Копа з'явився шанс використати вразливі місця Марша. Коп подружився з Генрі Ферфілдом Осборном, який на той час був професором анатомії Принстонського університету. Осборн був повільний і методичний, і в цьому схожий на Марша, але здійснював на Марша негативний вплив. Коп шукав незадоволених працівників, які б виступили проти Пауелла та агенції. На певний час Пауеллу і Маршу вдалося успішно спростувати звинувачення Копа, і вони не дійшли до мейнстримної преси. Здавалося, що Осборн не хотів активізувати свою кампанію проти Марша, тому Коп звернувся до іншого союзника, газетяра з Нью-Йорка, на ім'я Вільям Хосеа Баллоу. Незважаючи на невдачі у спробах усунути Марша з посади президента Національної академії наук, Коп отримав величезну фінансову підтримку після того, як Пенсільванський університет запропонував йому роботу викладача.
Незабаром після цього у Копа з'явився шанс завдати критичного удару по Маршу. Протягом багатьох років Коп вів докладний щоденник помилок і проступків, які вчинили Марш і Пауелл, який зберігав у нижній шухляді свого стола. Баллу спланував першу серію статей, що переросте у серію газетних дебатів між Маршем, Пауелом і Копом. Хоча науковій спільноті давно було відомо про суперництво Марша та Копа, громадськості стало відомо про ганебну поведінку обох чоловіків, коли «New York Herald» опублікував матеріал із заголовком «Вчені ведуть запеклу війну». За словами письменниці Елізабет Нобл Шор, наукова спільнота активно обговорювала статтю:

Більшість науковців в той час, коли ворожнеча Копа і Марша стала новиною з перших сторінок, намагалися від неї дистанціюватися. Ті, хто столи ближче до обговорюваних галузей науки, геології та палеонтології хребетних, безперечно, здригнулися, особливо коли виявили, що їх невірно цитують або згадують. Ворожнеча не була для них новиною, оскільки вони спостерігали її на наукових зустрічах протягом двох десятиліть. Більшість із них уже прийняли чийсь бік.
У газетних статтях Коп звинувачував Марша в плагіаті та фінансових зловживаннях, а Пауелла — у його помилках у геологічній класифікації та нецільовому витрачанні урядових коштів. Марш та Пауелл, зі своєї сторони, висунули власні звинувачення проти Копа. Статті Баллоу були погано написані, а на самого Копа негативно вплинула стаття у «The Philadelphia Inquirer», в якій припускалося, що патрони Пенсільванського університету вимагатимуть його відставки, якщо він не надасть доказів своїх звинувачень проти Марша та Пауела. Сам Марш різко відреагував на статтю в Herald, але до кінця січня ця історія зникла з усіх газет, і мало що змінилося між запеклими суперниками.
Щодо нецільового розподілу коштів Пауеллом не було скликано жодних слухань у Конгресі, і ані Коп, ані Марш не понесли відповідальності за будь-який зі своїх проступків, але деякі звинувачення Баллоу проти Марша були пов'язані з діяльністю Агенції. Негативні оцінки діяльності Агенції, викликані посухою на Заході та занепокоєннями щодо захоплення покинутих маєтків, призвели до того, що дії Пауелла стали об'єктом більш ретельного розгляду з боку Комітету з асигнувань. Комітет вимагав детального перегляду бюджету Агенції, чому сприяв Марш, який вказував на марнотратство Агенції. Коли у 1892 році асигнування були припинені, Пауелл надіслав Маршу коротку телеграму з вимогою його відставки. Водночас багато союзників Марша пішли у відставку або померли, що знизило його наукове визнання. Як тільки екстравагантний спосіб життя Марша наздогнав його, Коп отримав посаду в Техаській геологічній службі. Коп, який все ще не відійшов від газетних нападок на нього, не скористався зміною долі, щоб завдати удару по Маршу. На початку 1890-х років Коп продовжував кар'єру — він отримав посаду професора зоології, яку раніше займав Лейді, а також його обрали президентом Американської асоціації сприяння розвитку науки у тому ж році, коли Марш залишив посаду голови Академії наук. Наприкінці десятиліття доля Копа знову почала погіршуватися, оскільки Марш повернув собі деяку частину визнання, отримавши медаль Кюв'є, найвищу палеонтологічну нагороду.
Суперництво Копа та Марша тривало до смерті Копа в 1897 році, до того часу обидва чоловіки були фінансово розорені. Протягом останніх років життя Коп страждав від виснажливої хвороби, і йому довелося продати частину своєї колекції скам'янілостей і здати в оренду один зі своїх будинків, щоб звести кінці з кінцями. Маршу, своєю чергою, довелося закласти своє житло та попросити в Єльському університеті зарплату, на яку можна було б прожити. Між науковцями продовжувалося мляве суперництво. Перед смертю Коп кинув маршу останній виклик: він пожертвував свій череп науці, сподіваючись, що об'єм його мозку буде більшим, ніж у його супротивника; у той час об'єм мозку вважався мірилом інтелекту. Марш так і не прийняв виклик. Череп Копа досі зберігається в Пенсільванському університеті, хоча щодо цього є суперечності: сам університет стверджує, що справжній череп був втрачений у 1970-х роках, тоді як Роберт Бекер вказував, що сказав, що структура тріщин черепа та звіти коронера вказують на його автентичність.

## Спадщина

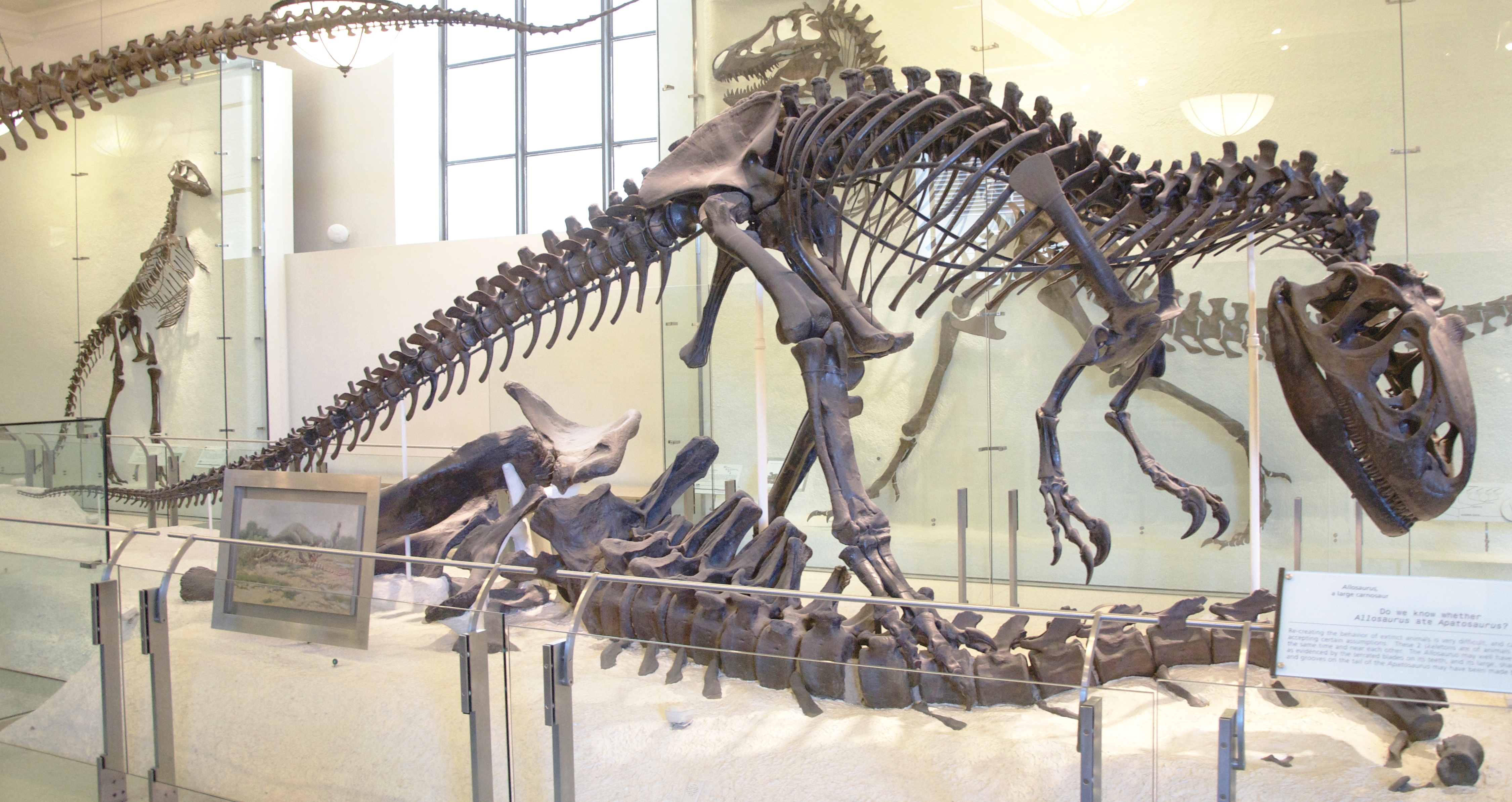
Майже повний скелет алозавра (AMNH #5753), знайдений мисливцями за скам'янілостями, що працювали на Копа, у Комо-Блаффі в 1879 році. Знахідка була розпакована лише після смерті Копа

Судячи з чистих цифр, Марш «переміг» у Кістяних війнах. Обидва вчені зробили відкриття величезної наукової цінності, але в той час, як Коп відкрив загалом 56 нових видів динозаврів, Марш відкрив 80. Це пояснюється тим, що на пізніших етапах Кістяних воєн Марш мав у своєму розпорядженні більше людей і грошей, ніж Коп. Останній також мав набагато ширше коло палеонтологічних інтересів, у той час як Марш майже виключно займався скам'янілими плазунами та ссавцями.
Марш і Коп відкрили низку найвідоміших видів динозаврів, зокрема трицератопса (Triceratops), алозавр (Allosaurus), диплодока (Diplodocus), стегозавра (Stegosaurus), камаразавра (Camarasaurus) та целофізиса (Coelophysis). Їхні сукупні відкриття визначили галузь палеонтології, що зароджувалася в той час; до відкриттів Копа і Марша було відомо лише про дев'ять північноамериканських видів динозаврів. Деякі з їхніх ідей, як-от гіпотеза Марша про те, що птахи походять від динозаврів, були згодом підтримані, водночас інші розглядаються як такі, що мають невелику наукову цінність або не мають жодної. Кістяні війни також призвели до виявлення перших повних скелетів і зростання популярності динозаврів серед громадськості. Як зазначив палеонтолог Роберт Бекер, «динозаври з Комо-Блаффу заповнили не лише музеї, вони заповнили журнальні статті, підручники, вони заповнили уми людей».
Незважаючи на це, Кістяні війни також мали негативний вплив не лише на двох вчених, але й на їхніх колег та на всю науку загалом. Публічна ворожнеча між Копом і Маршем десятиліттями шкодила репутації американської палеонтології в Європі. Крім того, диверсії, здійснені співробітниками обох вчених, іноді з використанням динаміту, могли завдати шкоди викопним останкам, хоча пізніші розкопки свідчать про те, що деякі збитки були перебільшені з метою змусити противника відмовитись від конкуренції. Джозеф Лейді відмовився від своїх більш методичних розкопок на Заході, побачивши, що не може встигати за Копом і Маршем, які шукали скам'янілості менш ретельно. Лейді також втомився від постійних сварок між двома чоловіками, в результаті чого його відмова продовжувати розкопки маргіналізувала його власну спадщину; після його смерті Осборн не знайшов жодної згадки про Лейді в працях обох суперників. Прагнути перевершити один одного, Коп і Марш робили поспішні дослідження. Їхні описи нових видів, засновані на їхніх реконструкціях, призвели до плутанини та до неправильних уявлень, які панували десятиліттями після їхньої смерті.

### Мистецтво
Література
- Крім того, що Кістяні війни є темою історичних та палеонтологічних книг, вони також є темою графічного роману Джима Оттавіані[en] «Уламки кісток, ковбої та громові ящери[en]: історія про Едварда Дрінкера Копа, Отніеля Чарльза Марша та позолочену добу палеонтології» (2005). В цьому творі Оттавіані також вводить персонажа Чарлза Найта[en], а більшість подій були переосмислені[80].
- У молодіжному романі Кеннета Оппеля[en] «Кожна прихована річ» (2016) розповідається про вигаданих дітей двох вчених, заснованих на образах Копа і Марша, які переживають власні пригоди в стилі Ромео та Джульєтти в розпал Кістяних воєн.
- Роман Майкла Крайтона «Зуби дракона[en]» (опублікований посмертно у 2017 році) оповідається про Кістяні війни через досвід Вільяма Джонсона, вигаданого персонажа, який за сюжетом стає учнем Марша і Копа, і робить власне історичне відкриття[81].

Телебачення
- Кістяні війни — одна з трьох історій, переказаних в епізоді «Нью-Джерсі» серіалу «П'яна історія», який вийшов на каналі Comedy Central. Копа зображує Тоні Гейл[en], Марша — Крістофер Мелоні, а п'яного оповідача — Марк Прокш.
- Кістяні війни згадувалися в серіалі «Розслідування Мердока». Основою історії, показаної в третьому епізоді другого сезону під назвою «Лихоманка динозаврів», лежить конфлікт між Копом і Маршем та жорстокий світ палеонтології XIX століття.